# Mirischia
Mirischia  é um gênero de dinossauro terópode da família Compsognathidae do Cretáceo Inferior (estágio Albiano) do Brasil. A espécie-tipo é denominada Mirischia asymmetrica. Os restos fósseis, a pélvis e um membro pélvico incompleto, foram encontrados na Formação Romualdo.